# Nubeena
Nubeena est une ville et un village de pêcheurs situé sur la péninsule de Tasman, en Tasmanie, en Australie.
C'est aussi un canton du Conseil de Tasman et le siège de la municipalité.

## Géographie
La ville est établie à mi-chemin le long de la côte ouest de la péninsule de Tasman, sur Parsons Bay, qui est une étroite continuation de Wedge Bay. Elle est située à 10 kilomètres au nord-ouest de Port Arthur.

## Histoire
Le bureau de poste de Nubeena ouvre le 1er décembre 1886.

## Population
Lors du recensement de 2016, Nubeena comptait 481 habitants. C'est le plus grand établissement humain de la péninsule.